# عيسى الشاهين
عيسى ماجد صالح بن شاهين بن غانم الشاهين سياسي كويتي مواليد عام 1946م، والأمين العام الثاني للحركة الدستورية الإسلامية ونائب كويتي سابق.

## التعليم
خريج الدفعة الثانية من ثانوية الشويخ ، ثم انتقل إلى الولايات المتحدة الأمريكية حيث حصل على شهادة جامعية في العلوم السياسية والعلاقات الدولية من جامعة إنديانا .

## العمل
عمل في ديوان ولي العهد وعدة وظائف حكومية أبرزها أنه كان سفيراً يترأس في وزارة الخارجية الكويتية إدارة الخليج العربي قبل تأسيس مجلس التعاون الخليجي ثم اتجه بعدها لأعماله الخاصة: (الشركة العثمانية للتجارة والمقاولات العامة)

## العمل السياسي
- خاض انتخابات مجلس الأمة الكويتي عامي 1981 و1985، وأصبح عضوًا في البرلمان في الفترة من 81 إلى 84 عن دائرة «الروضة» الانتخابية.
- عضو مؤسس في الحركة الدستورية الإسلامية - حدس -، وكان الناطق الرسمي الأول باسمها، ثم أصبح الأمين العام الثاني لها خلفًا للشيخ د. جاسم المهلهل الياسين ، وسلفًا للدكتور بدر الناشي ، هو حاليًا عضو الأمانة العامة.
- عضو المنتدى العالمي للبرلمانيين الإسلاميين بجانب المئات من البرلمانيين حول العالم.

## شخصيات من عائلته
- والده ماجد صالح شاهين غانم الشاهين أحد رجالات الكويت الأوائل، عمل كاتب حسابات لكبار تجارها في فترة مبكرة من حياته، ثم انتقل لأعماله الخاصة، درس وتخرج ضمن الدفعة الأولى لمدرسة المستشفى الأمريكاني في بلده.
- شقيقه السيد سليمان الشاهين الذي كان وزير دولة للشؤون الخارجية في الحكومة الكويتية عام 1999.
- وشقيقه الدكتور المهندس إبراهيم الشاهين تولى إدارة الهيئة العامة للإسكان - تسمى المؤسسة العامة للرعاية السكنية حاليًا - ثم اختير وزير دولة للشؤون البلدية في عام 1991.
- متزوج من كريمة الوزير الكويتي الأسبق السيد يوسف الرفاعي، ولديه 7 من الأبناء ترأس بعضهم الاتحاد الوطني لطلبة الكويت بالانتخاب وتم اختيار الآخرين كأعضاء بالاتحاد.
- في فبراير 2012 فاز ابنه المحامي النائب أسامة الشاهين بانتخابات مجلس الأمة الكويتي (البرلمان) عن الدائرة الانتخابية الأولى. كما فاز مجددا بانتخابات مجلس الأمة لعام 2016 عن نفس الدائرة، وانتخب مجددًا عضوًا في مجلس الأمة عن ذات الدائرة الأولى، في ديسمبر 2020 .

## وصلات خارجية
- عيسى ماجد الشاهين.. سياسي عازف عن الأضواء، موقع حدس
- الشركة العثمانية للتجارة والمقاولات العامة
- الموقع الرسمي لحدس
- صحيفة الحركة